# اشتهول
اشتهول (به لاتین: Eshtaol) یک موشاو در اسرائیل است که در منطقه آماری ماتیه یهودا واقع شده‌است.